# Rage
Rage je njemački heavy metal sastav osnovan u 1983. godine kao Avenger. Godine 1986. promijenio je ime u Rage. Smatra ih se člankm "velike četvorke" njemačkog heavy metala uz sastavima Helloween, Running Wild, Grave Digger. Do 2021. godine, sastav je objavilo 24 studijska albuma.

## Diskografija
Studijski albumi
- Prayers of Steel (1985.) (kao Avenger)
- Reign of Fear (1986.)
- Execution Guaranteed (1987.)
- Perfect Man (1988.)
- Secrets in a Weird World (1989.)
- Reflections of a Shadow (1990.)
- Trapped! (1992.)
- The Missing Link (1993.)
- 10 Years in Rage (1994.)
- Black in Mind (1995.)
- Lingua Mortis (1996.)
- End of All Days (1996.)
- XIII (1998.)
- Ghosts (1999.)
- Welcome to the Other Side (2001.)
- Unity (2002.)
- Soundchaser (2003.)
- Speak of the Dead (2006.)
- Carved in Stone (2008.)
- Stings to a Web (2010.)
- 21 (2012.)
- The Devil Strikes Again (2016.)
- Seasons of the Black (2017.)
- Wings of Rage (2020.)
- Resurrection Day (2021.)
- Afterlifelines (2024.)

EP-ovi
- Depraved to Black (1985.) (kao Avenger)
- Invisible Horizons (1989.)
- Extended Power (1991.)
- Beyond the Wall (1992.)
- Refuge (1994.) (Japan)
- Higher than the Sky (1996.) (Japan)
- Live from the Vault (1997.) (Japan)
- In Vain "Rage in Acoustic" (1998.)
- Gib dich nie auf / Never Give Up (2009.)
- My Way (2016.)

Koncertni albumi
- Power of Metal (1994.)
- From the Cradle to the Stage (2004.)
- Full Moon in St. Petersburg (2007.)
- Live in Tokyo (2012.)

Kompilacije
- The Best from the Noise Years (1998.)
- Best of - All G.U.N. Years (2001.)
- The Soundchaser Archives (2014.)

## Članovi

### Sadašnja postava
- Peter Wagner - vokali, bas-gitara (1984. - danas)
- Vassilios Maniatopoulos - bubnjevi (2015. - danas)
- Jean Bormann - gitara (2020. - danas)
- Stefan Weber - gitara (2020. - danas)

### Bivši članovi
- Jörg Michael – bubnjevi (1986. – 1987.)
- Jochen Schröder – gitara (1986. – 1987.)
- Thomas Grüning – gitara (1986. – 1987.)
- Chris Efthimiadis – bubnjevi (1987. – 1999.)
- Manni Schmidt – gitara (1987. – 1993.)
- Rudy Graf – gitara (1987.)
- Sven Fischer – gitara (1993. – 1999.)
- Spiros Efthimiadis – gitara (1994. – 1999.)
- Mike Terrana – bubnjevi (1999. – 2007.)
- Victor Smolski – gitara, klavijature (1999. – 2015.)
- André Hilgers – bubnjevi (2007. – 2015.)
- Marcos Rodríguez – gitara, dodatni vokal (2015. – 2020.)